# ادریان مورینیو
ادریان مورینیو (انگلیسی: Adrián Mouriño؛ زادهٔ ۱ فوریهٔ ۱۹۸۸) بازیکن فوتبال اهل اسپانیا است.
از باشگاه‌هایی که در آن بازی کرده‌است می‌توان به باشگاه فوتبال رکریتیوو اوئلوا اشاره کرد.